# Jaroslav Košnar
Jaroslav Košnar (1930. augusztus 17. – 1985. április 21.) szlovák labdarúgócsatár.
A csehszlovák válogatott tagjaként részt vett az 1954-es labdarúgó-világbajnokságon.